# Sandra Blázquez
Sandra Blázquez (Madrid, 23 de enero de 1987) es una actriz española, conocida por sus papeles de Luna en Cambio de clase, Alma en Física o química, Luz en Tierra de lobos y María José en Vive cantando, popular serie de Antena 3.

## Biografía
Pese a su juventud, ya tiene cierta experiencia como actriz desde que en 1997 fuese intérprete secundaria en Al salir de clase como hermana de Fran (Carlos Castel). En ese mismo año se le presentó la posibilidad de ser la presentadora del programa Club Megatrix, donde trabajó durante dos años. Y en el año 2001, tuvo varios papeles episódicos en Ana y los 7 y Javier ya no vive solo.
En 2003 La vida de Rita le otorgó la posibilidad de volver a hacer un personaje secundario y el gran placer de trabajar con Veronica Forqué y Pepón Nieto entre otros. Volvería a tener papeles episódicos en Hospital Central en dos capítulos hasta que en 2006 en la serie Cambio de clase tuviese un papel protagonista, Luna. A partir de ahí la pudimos ver en las tv-movies Aprendiendo a vivir en TVE y Dolores (caso Wanninkhof) en TVE-1.
Pero sin duda es 2009 el año en el que triunfa como actriz, al formar parte del elenco de la exitosa serie juvenil Física o química interpretando a la malvada y misteriosa Alma, una chica con muchas cosas ocultas, personaje al que dio vida hasta el final de la serie en 2011.
Tras el fin de FoQ, vuelve al género de las tv-movies coprotagonizando Rocío Dúrcal, volver a verte, para Telecinco, un biopic sobre la cantante Rocío Dúrcal, dando vida a la hija mayor de la artista, Carmen Morales. 
En lo referente a su experiencia cinematográfica, la pudimos ver en Primer y último amor y Matar al ángel en 2002 y 2004.
Entre 2011 y 2014 trabajó en Tierra de lobos donde se incorporó a mitad de la segunda temporada interpretando a Luz, la prima de Sebastián (Joel Bosqued) con el que mantuvo una fuerte trama hasta enero de 2014 cuando finaliza en su tercera temporada.
En abril de 2013, la actriz fichó por la serie de Antena 3 Vive cantando junto a su compañera de Tierra de lobos María Castro que empezó a emitirse en septiembre de ese mismo año. También colaboró en un capítulo de El don de Alba ese mismo año, encarnando a Sofía. En 2016 interpretó el papel de Huertas López, una ex-obrera sindicalista que trabaja como criada en la serie Acacias 38. Un año más tarde abandona la serie. 
En 2017 funda junto con María Fabregas la ONG, Idea Libre que centra la acción de su actividad en Kenya, con la que han llegado a construir una escuela, donde se encuentran escolarizados casi 200 niños.
En 2019 aparece como personaje secundario en Servir y proteger interpretando a Sandra Vallejo. A finales del 2020 se publica su libro "Me dije `hazlo´ y lo hice", donde cuenta el cómo fundó la ONG, el qué la llevó a ello, por qué decidió compaginar su carrera artista con sus labores humanitarias, y las vivencias desde que llegaron al país africano. Durante el confinamiento de ese año, Atresmedia anuncia un proyecto especial, un reencuentro en formato de ficción y no documental, de la serie Física o química para su plataforma Atresplayer Premium.

## Filmografía

### Televisión
| Año       | Serie                            | Personaje                  |
| --------- | -------------------------------- | -------------------------- |
| 2002      | Javier ya no vive solo           | Amiga de Raquel            |
| 2003      | Aquí no hay quien viva           | la de la clase             |
| 2005      | Ana y los siete                  | Amiga de Carolina          |
| 2003      | La vida de Rita                  | Rosarito                   |
| 2004      | La sopa boba                     | Eva                        |
| 2004      | Hospital Central                 | Chica discoteca            |
| 2005      | Hospital Central                 | Verónica                   |
| 2006-2008 | Cambio de clase                  | Luna                       |
| 2007      | Hospital Central                 | Novia de Maurice           |
| 2007      | Hay que vivir                    | Mónica                     |
| 2009-2011 | Física o química                 | Alma Núñez Fontevilla      |
| 2011      | Rocío Dúrcal, volver a verte     | Carmen Morales             |
| 2011-2014 | Tierra de lobos                  | Luz                        |
| 2013      | El don de Alba                   | Sofía                      |
| 2013-2014 | Vive cantando                    | María José Almansa Benítez |
| 2016-2017 | Acacias 38                       | Huertas López              |
| 2019      | Servir y proteger                | Sandra Vallejo             |
| 2020      | Física o químicaː El reencuentro | Alma Núñez Fontevilla      |

| 1998 - 2000 | Club Megatrix      | Ella misma |
| 2008        | El caso Wanninkhof | Lorena     |
| 2013        | No mires ahí       | Marta      |